# هانا وينبولت
كانت هانا وينبولت (1851-1928) من المدافعين البارزين عن حق المرأة في التصويت، وألقت خطابات في جميع أنحاء المملكة المتحدة عن حقوق المرأة من منظورها للمرأة العاملة. اشتهرت بأنها خطيبة فعالة، وكانت واحدة من أربع نساء كرّمهم مجلس ستوكبورت متروبوليتان بورو.

## الحياة المبكرة
ولدت هانا وينبولت هانا أولدهام 1851، الأصغر من بين ثلاثة أطفال، لوليام أولدهام وزوجته إستر في كوخ في غريت مور، ستوكبورت.
تلقت تعليمًا بدوام جزئي في مدرسة محلية صغيرة حتى سن الثامنة فقط، قبل أن تضطر إلى بدء العمل في الخدمة كممرضة. ركزت وينبولت على النقص في تعليم الفتيات الذي عانت منه في حملاتها اللاحقة. في سن الثانية عشرة، بدأت العمل في مصنع للقطن مع أفراد آخرين من عائلتها. خلال مجاعة القطن لم يكن هناك عمل وكانوا يعيشون على الإعانات. عندما كانت في السادسة عشرة من عمرها، تدهورت صحتها نتيجة ظروف المصنع السيئة، وذهبت لتعيش مع عمها، وهو حائك حرير، الذي علمها مهنته.
في عام 1874 تزوجت من جون أوكونور وينبولت، الذي كان مُنتِج في مجال الحرير. كان من المقرر أن يصبح مؤيدًا قويًا لعملها السياسي. أقاموا في ستور ستريت 12 وعاشوا في عناوين مختلفة في ذلك الشارع، وطوروا صف من الأكواخ جنبًا إلى جنب مع صف مواجه للطريق الرئيسي، بما في ذلك المتجر التعاوني في الزاوية. لم يكن لديهم أطفال. كان الزوجان يعيشان في ستور ستريت 2 عندما توفي جون بعد صراع طويل مع المرض عام 1920، وبقيت هانا هناك حتى وفاتها عام 1928.

## الحياة اللاحقة
بعد وفاة أليس كيرني في عام 1899، تقاعدت وينبولت إلى حد ما من الحياة العامة، رغم أنها كانت لا تزال تتحدث عن مدى حرمان العاملات في تجارة الحرير والقطن؛ لعدم امتلاكهن حق التصويت. في مارس 1902، قدمت عريضة حق المرأة في حق التصويت، وهذه المرة وقَّعها 29359 عاملة نسيج إلى نواب لانكشاير لتقديمها إلى البرلمان، مما أكسبها اعترافًا أوسع في الصحافة. 
تبنت حركة الاقتراع الأكثر تشددًا والتي نشأت أيضًا في منطقة مانشستر بقيادة إيميلين بانكهورست جهودها وغيرها من الجهود المتفانية. في يوليو 1905، أفادت صحيفة أخبار مقاطعة تشيشاير بأنها تتحدث في اجتماع حاشد تحت عنوان «حق الاقتراع» في ستوكبورت ولكن في سبتمبر كانت تشارك منصة مع أديلا بانخورست وآني كيني تحت عنوان «حق الاقتراع في ستوكبورت». لا يوجد دليل على أن وينبولت شاركت في العصيان المدني، أو الإضرار بالممتلكات أثناء نشاطات اجتماع «حق الاقتراع»، لكن تظهر رسائلها الموجهة إلى الصحف المحلية قلقها بشأن الذين يساندون حق الاقتراع القابعين في السجن.
في عام 1918، أصبح قانون تمثيل الشعب ساريًا؛ لذلك، وبصفتها امرأة يزيد عمرها عن 30 عامًا وتزوجت من زوج كانت ممتلكاته تساوي قيمة سنوية قابلة للتقييم تزيد عن 5 جنيهات إسترلينية، كان يحق لوينبولت التصويت في انتخابات برلمانية. بعد وفاته، ورثت ممتلكات جون لذلك منحها هذا الحق في التصويت. عاشت لترى قانون تمثيل الشعب لعام 1928 الذي يمدد التصويت ليشمل جميع البالغين فوق سن 21 قبل وفاتها في وقت لاحق من ذلك العام.
إلى جانب مشاركاتها في الخطابة، كتبت وينبولت العديد من الرسائل إلى مختلف الصحف والسياسيين وأصحاب النفوذ حول القضايا المتعلقة بالمرأة. جمعت رسائلها المنشورة جنبًا إلى جنب مع العديد من قصاصات الصحف التي لم تُنسب بالكامل إلى المصادر في دفتر قصاصات كبير مؤرشف وموضوع الآن في مكتبة ستوكبورت المركزية.
كانت وينبولت واحدة من أربع نساء محليات سُمي ميدان سوفراجيت في ستوكبورت تيمنًا بهن في يوم المرأة العالمي في عام 2018 (الأخريات هن إليزابيث رافالد وإلسي بلانت وجيرترود بويك).